# Kingsford Dibela
Sir Kingsford Dibela (16 mars 1932–22 mars 2002) fut le troisième gouverneur général de Papouasie-Nouvelle-Guinée de 1983 à 1989. Il fut également le deuxième président du Parlement du 9 août 1977 au 14 mars 1980.

## Biographie
Né à Dogura dans la province de Baie Milne, il était issu de l'ethnie Wedau. Il devint enseignant en 1949, poste qu'il occupa jusqu'à son élection à la tête du conseil du gouvernement Weraura local en 1963. Il entra au Parlement 1975, et en devint le président de 1977 à 1980. Il fut nommé gouverneur général de Papouasie-Nouvelle-Guinée le 1er mars 1983 et occupa ce poste jusqu'à sa démission le 1er mars 1989.